# Transports publics de la région lausannoise
Les Transports publics de la région lausannoise (TL) sont une société anonyme, fondée en 1895 à Lausanne sous le nom de Société des tramways lausannois, puis prenant son nom actuel en 1963. Elle a pour objectif l'exploitation du réseau de transports en commun de voyageurs du même nom, dans la ville de Lausanne, capitale du canton de Vaud, et son agglomération.
Les TL ont transporté 122 millions de passagers en 2019.
Les Transports publics de la région lausannoise exploitent actuellement les deux lignes du métro de Lausanne, les dix lignes du trolleybus de Lausanne, les 30 lignes du réseau de bus des TL, le réseau nocturne Service Pyjama et un service de transport à la demande. Enfin, la compagnie assure la gestion opérationnelle de la ligne Lausanne - Bercher.

## Histoire
L'histoire des TL est pour beaucoup liée au chemin de fer. Lausanne est reliée pour la première fois par le chemin de fer en 1858,. La gare ne se trouvant ni dans le centre, ni dans Ouchy, la ville de Lausanne se mobilise donc pour relier la gare à ces deux quartiers. Le Conseil fédéral accorde en 1871 une concession pour exploiter un chemin de fer entre Lausanne et Ouchy.
Le premier funiculaire de Suisse, le Lausanne-Ouchy (LO), est donc inauguré le 15 mars 1877. Le funiculaire fait alors partie de la Compagnie du Chemin de Fer du Lausanne-Ouchy constituée en 1874. C'est deux ans plus tard, le 5 décembre 1879, que la ligne Lausanne-Gare (LG) est mise en service. Les deux quartiers sont dorénavant reliés à la gare.

### Société des tramways lausannois

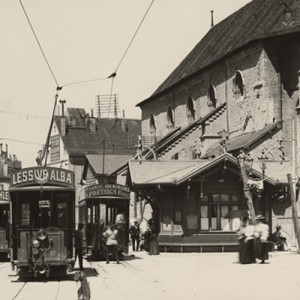
Un tramway au kiosque de la place Saint-François, entre 1896 et 1897.

La prévision d'un réseau de tramway en 1894 amène en 1895 à la constitution de la Société des tramways lausannois, le nom initial du réseau de transport actuel. L'électricité utilisée pour alimenter le futur réseau sera alors produite par l'usine de Couvaloup dont la construction aura lieu en 1895. L'usine fera également à l'époque office de dépôt pour les premières voitures.
La pose des premiers rails débute le 1er mars 1896 et le réseau est inauguré le 29 août 1896. L'exploitation régulière des lignes commence le 1er décembre 1896, à l'exception de la ligne de la Pontaise qui est ouverte à l'exploitation le 25 décembre à la suite de tests supplémentaires de sécurité.
Le réseau de tramway est en pleine expansion : plusieurs lignes sont créées et d'autres prolongées. Le premier dépôt-atelier est construit à Prélaz entre 1898 et 1900 pour accueillir les nouvelles voitures. La Compagnie des Chemins de fer électriques régionaux du Jorat fusionne avec les TL en 1910, leur permettant de doubler la longueur de leur réseau et d'acquérir l'usine électrique de Mézières ainsi qu'un dépôt à Épalinges.
Les TL inaugurent en 1929 le premier service par autobus. La ville de Lausanne a joué un rôle d'avant-gardiste en introduisant une des premières lignes de « trolleybus modernes » d'Europe : en 1931, le réseau met en place à titre d'essai la première ligne de trolleybus moderne en Suisse, entre la gare CFF et Ouchy via l'avenue de la Harpe, et supprime de ce fait la ligne de tramway entre le Closelet et les Epinettes qui présente trop de désavantages pour la ville (fortes pentes, vitesse réduite, coûts élevés, forte sollicitation des freins).
Ce Trolleybus est maintenant préservé par l'association Rétrobus Léman.
Le réseau de tramway atteint son apogée en 1933 avec une longueur de 66 km, laissant place petit à petit aux trolleybus et autobus. À la suite des excellents résultats de la ligne de trolleybus d'Ouchy, les TL décident de commander une série de 32 nouveaux trolleybus de forme typiquement lausannoise avec leur capot à l'avant. Cette décision va progressivement faire disparaître le réseau de tramway : cinq lignes de tramway sont ainsi désaffectées entre 1938 et 1939 pour être exploitées par des trolleybus.
En 1948, la population refuse lors d'une votation le rachat de la compagnie par la ville de Lausanne, alors actionnaire majoritaire de la compagnie à hauteur de 44 %.

### Fin de l'ère du tramway

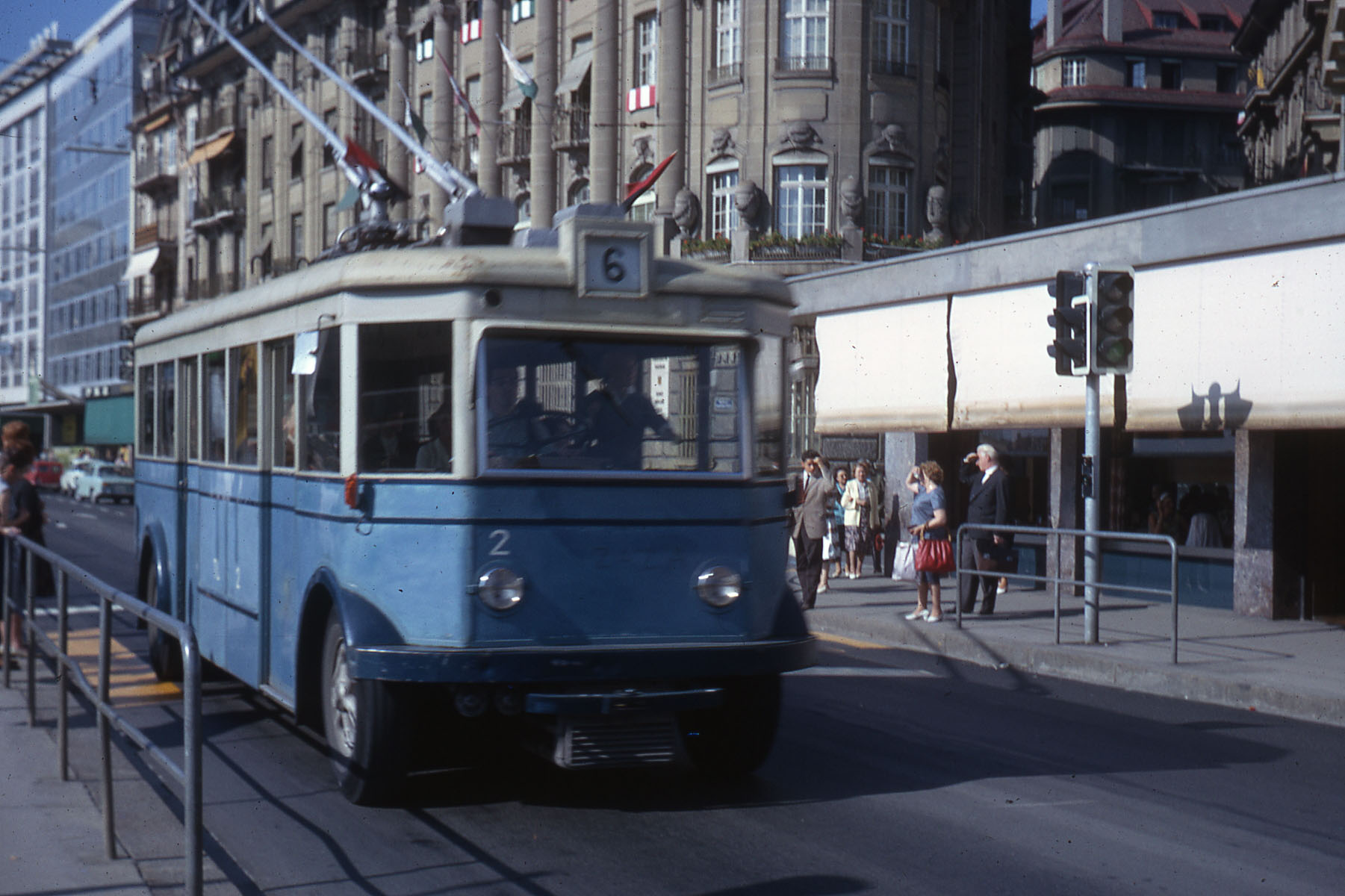
Le TL-2 premier trolleybus mis en service à Lausanne en 1932. Il est fabriqué par FBW.

En 1962, la majorité des lignes de tramway sont dorénavant exploitées par des trolleybus. Les lignes du Jorat sont remplacées par des autobus après 60 ans de service. En juillet 1963, la compagnie abandonne son ancien nom, devenu caduc, pour prendre celui de Transports publics de la région lausannoise qu'elle porte depuis lors. La dernière ligne de tramway lausannois, entre Renens et la Rosiaz est supprimée en 1964, mettant fin à l'ère du tramway à Lausanne.
Le réseau de trolleybus ne cesse de croître et la flotte de véhicules s'agrandit avec l'acquisition de trolleybus dits « batteuse » ainsi qu'une vingtaine de remorques à l'occasion de l'exposition nationale de 1964. Le surnom « batteuse » venait du bruit créé par le pendule mécanique qui passait les crans pour commander l’accélération automatique. Les batteuses concernaient les véhicules des séries 651 à 679, excepté les séries 665-672-675 qui possédaient, en première suisse, une carte électronique qui commandait l’accélération et supprimait le pendule mécanique.
Une « Batteuse » est elle aussi préservée par l'association Rétrobus Léman.
Alors que la deuxième série de trolleybus vieille de 40 ans est mise hors-service, les TL passent une commande de 18 trolleybus FBW/SAAS/Hess en 1975. La flotte de véhicules continue de s'étendre, et un nouveau dépôt est ouvert à la Borde en 1982. Le réseau réceptionnera 30 trolleybus jusqu'en 1984 ainsi qu'une nouvelle série jusqu'en 1990. En 2010, 8 de ces trolleybus FBW, ont été envoyés en Bulgarie, dans la ville de Roussé, d'autres ont été détruits.

### Arrivée du M1

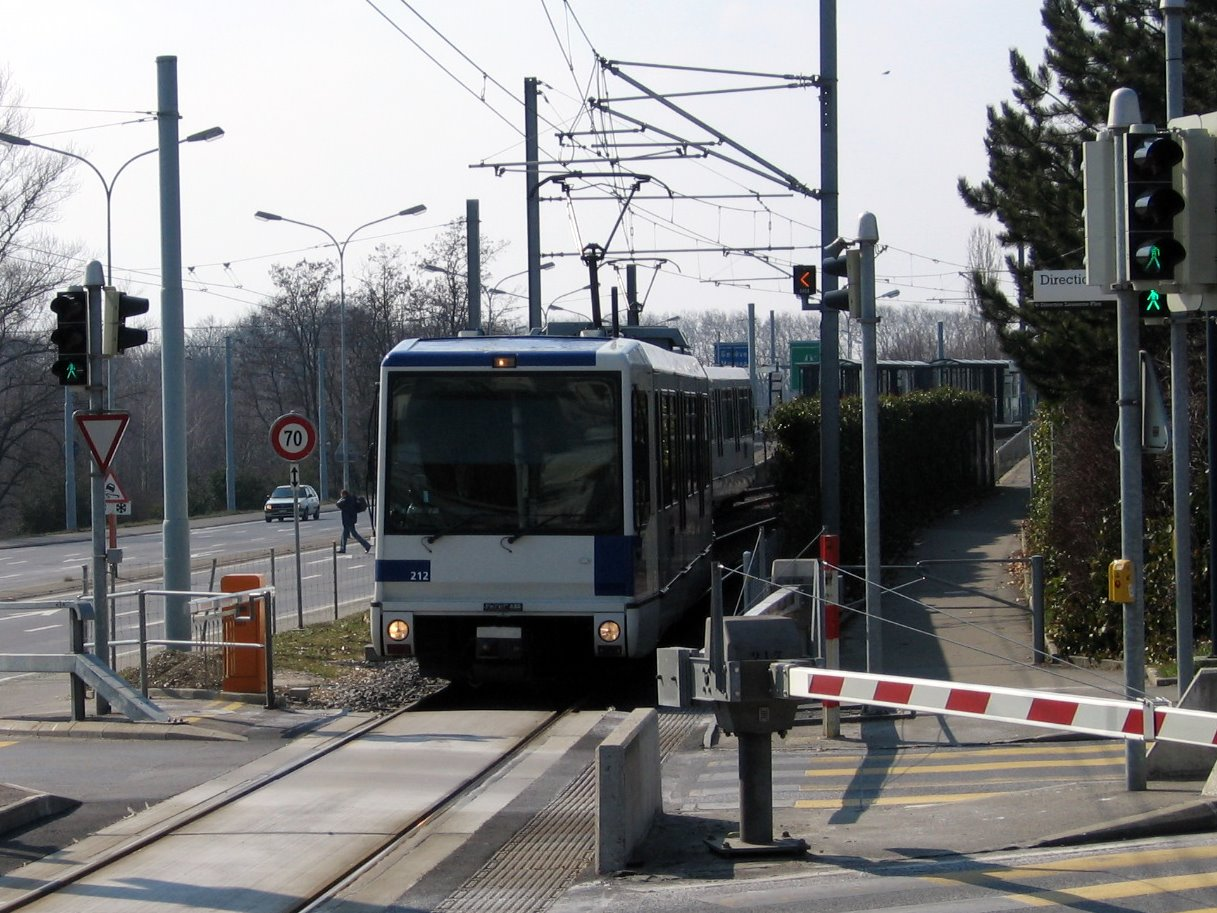
Le M1 a permis d'améliorer la desserte des campus de l'Ouest lausannois.

La Compagnie du Chemin de Fer du Lausanne-Ouchy fondée en 1874 est reprise par la ville de Lausanne en 1984, et sa gestion est confiée aux TL. En 1991 le réseau inaugure le TSOL (Tramway Sud-Ouest lausannois) — devenu aujourd'hui le m1 —, qui a pour effet de nombreuses modifications du tracé des lignes dans l'ouest lausannois comme le prolongement de la ligne 2 de la piscine de Bellerive au quartier de la Bourdonnette.
En 1995 est inauguré le dépôt de Perrelet, destiné à remplacer celui de Prélaz, ouvert en 1900. C'est trois ans plus tard, en 1998, que les TL introduisent sur leur réseau un nouveau mode de traction avec la commande de 15 autobus Van Hool A330 au gaz naturel. Le réseau met parallèlement en service un prototype de trolleybus de Neoplan.
Les trolleybus « batteuses » restants ainsi que la première série de trolleybus « UST » de 1975-1976 sont remplacés avec la mise en service progressive de 28 nouveaux trolleybus bimodes à plancher bas Neoplan N6121 en 2001. Le réseau continue l'acquisition d'autobus, avec 20 bus articulés du constructeur belge Van Hool la même année et commandera également 10 autobus articulés Van Hool de nouvelle génération (Van Hool newAG300), ainsi que dix autobus au gaz naturel de la même génération.

### M2 et renouveau du réseau

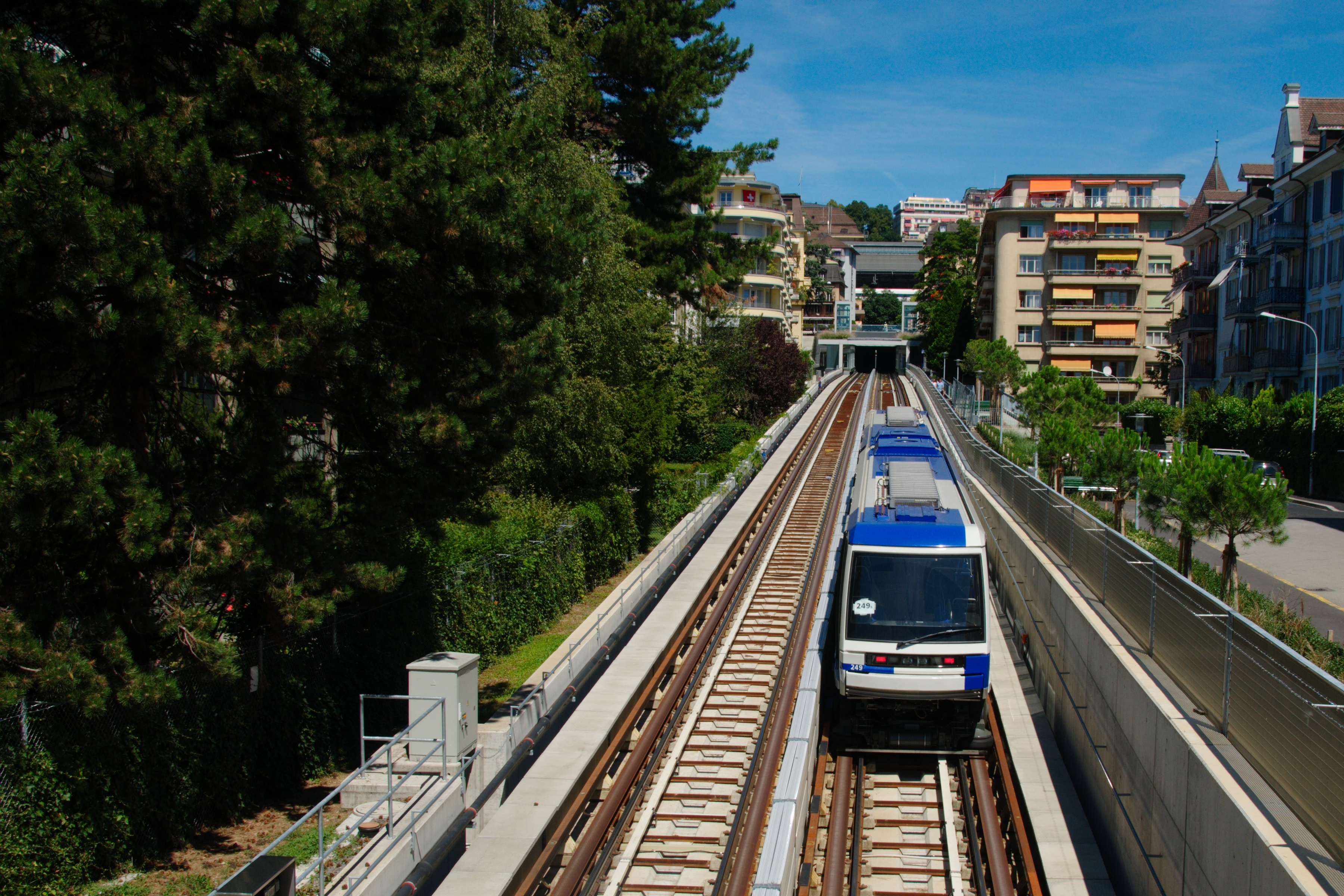
La ligne M2 marque le renouveau des TL.

Le XXIe siècle marque le renouveau des transports publics de la région lausannoise. Outre la construction d'une seconde ligne de métro, le réseau prépare sa plaque tournante avec son nouveau schéma de transport.
En 2002 le projet du m2, l'éventuelle deuxième ligne de métro de Lausanne, est débattu lors d'un vote populaire le 24 novembre.
Cette ligne sera alors la première ligne de métro automatique sur pneus de Suisse. Elle a pour but de relier Ouchy à Épalinges par la gare CFF. L’Office fédéral des transports (OFT) approuve les plans de l’infrastructure du m2 en 2003, et les travaux commencent le 12 février 2004 avec le défrichement à Sallaz. Plus tard le 17 juin 2004, le conseiller fédéral Moritz Leuenberger pose la première pierre du m2, lançant officiellement les travaux et le début de chantier sur le tronçon nord du futur métro entre le Flon et Croisettes.
Un éboulement a lieu le 23 février 2005 à Saint-Laurent lors de la creusée du tunnel. Les travaux de réparation des dégâts ont engendré un surcoût de 9 millions de francs. La place est officiellement rouverte le 18 juin 2005.
Des premières portes ouvertes ont lieu le 3 septembre 2005, réunissant 20 000 personnes. Deux mois plus tard, en novembre 2005, les travaux de pose des voies commencent.
Parallèlement, la ligne de funiculaire Lausanne-Ouchy réalise son dernier service le 21 janvier 2006 après 128 ans d'activité pour laisser place aux travaux du m2, qui doit alors ouvrir en 2008. Pour combler la fin d'exploitation de « la Ficelle », un service appelé « Métrobus » est mis en service. Le service de substitution, affrété par 7 véhicules, reprend le parcours de l'ancienne ligne, desservant cinq arrêts à une cadence de 7 minutes.

### Depuis 2008

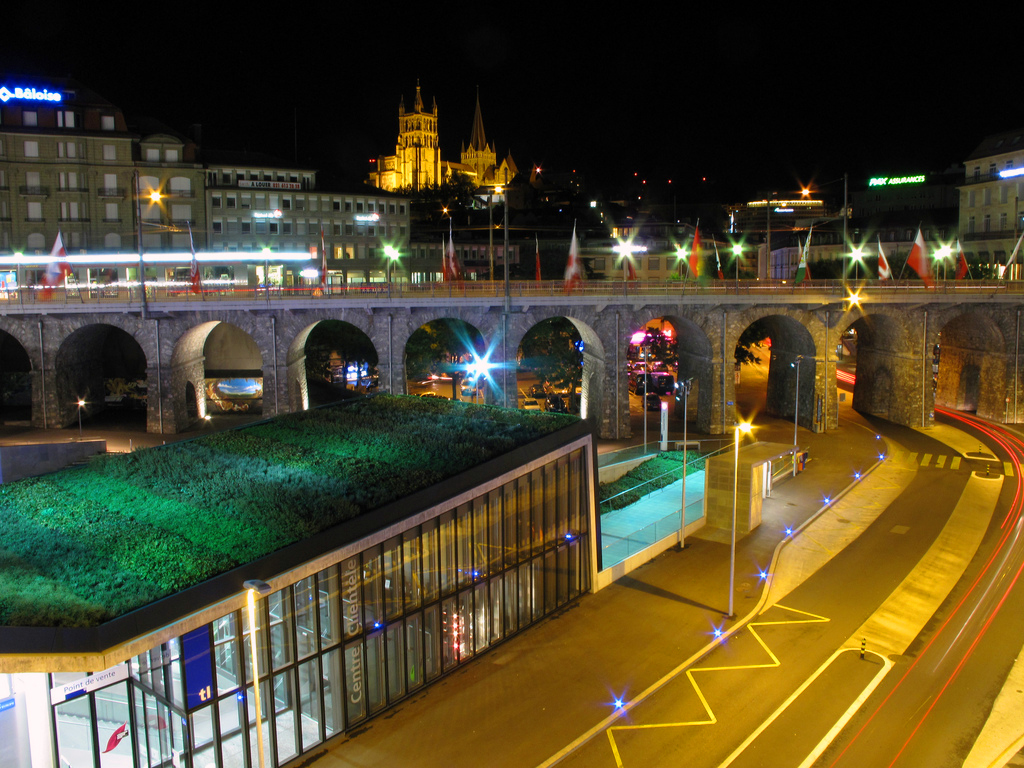
Le Flon fait partie des aménagements notables des infrastructures pour la mise en place du « R08 ». En bas à gauche, l'agence commerciale.

Le m2 est inauguré par les autorités fédérale, cantonale et communale le 18 septembre 2008 à la place de la Riponne, où un apéritif a été offert par la ville, et des animations telles que des concerts et spectacles ont été organisés sur la scène de la Riponne. L'exploitation commerciale de la ligne débute, quant à elle, à partir du 27 octobre 2008. Le réseau de trolleybus et de bus est réorganisé autour de cet axe. Le projet du nouveau réseau de bus est dénommé « Réseau 08 » et est plus communément abrégé « R08 ».
« Réseau 08 » permet des temps de parcours plus courts et des liaisons plus directes, afin de s'inscrire dans une action de développement durable. Dans une vue d'ensemble, le réseau est conçu en tenant compte des modifications importantes que le métro produira avec le déplacement global de la population. Une grande partie des lignes entre désormais en connexion avec les stations du métro, incluant les stations du m1, des lignes de train CFF et du LEB, permettant une plus grande mobilité entre la gare, le centre, et le nord de la ville. « Réseau 08 » est chiffré à 21 millions de francs (sans compter les travaux sur le plateau de la Sallaz).
Le nouveau réseau comprend la création de lignes aériennes pour les trolleybus, ainsi que l'aménagement de nombreuses rues et pôles d'échanges comme celui du Flon. De plus, une agence commerciale ouvre au Flon le 5 août 2008, remplace celle située à Saint-François. Le mur végétal de 200 mètres carrés est, lors de l'ouverture du centre, le plus grand de Suisse. La partie du toit, quant à elle, mesure près de 600 mètres carrés. Conçu par le bureau d'architectes M+V, le bâtiment bénéficie d'un système de récupération de l'eau de pluie, permettant d'arroser la végétation en fonction de l'humidité de la terre.
Ce schéma de déplacements, mis en service le 14 décembre 2008, entraine la suppression de la ligne de trolleybus 5 et de la ligne de bus 45 remplacées par le m2. D'autres lignes sont quant à elles modifiées — les lignes de trolleybus 2, 4 et 6 et les lignes de bus 13, 16, 32, 45, 60, 62, 64 et 65 voient leur itinéraire changer —, et de nouvelles lignes sont créées — les lignes de trolleybus 21 et 25 et les lignes de bus 22, 41, 42 et 56. Les TL ont également décidé de supprimer les horaires sur les grandes lignes : les fréquences de passage sont désormais indiquées sur des bornes aux arrêts.
En 2009, les TL reçoivent leurs premiers véhicules d'une série de 35 Hess Swisstrolley de troisième génération afin de mettre fin aux problèmes causés par les trolleybus bimode de marque Neoplan. Les TL en recevront jusqu'en 2010.
En 2012, le réseau voit arriver 27 trolleybus Hess Swisstrolley de quatrième génération afin de continuer le renouvellement de sa flotte. Le réseau compte donc actuellement 62 Hess Swisstrolley, soit la plus importante flotte de ce modèle.
Le 5 décembre 2013, la gestion opérationnelle du service voyageurs ferroviaire de la ligne Lausanne - Bercher et du service marchandise routier est reprise par les TL. Une suite de différentes mesures s'ensuit. En 2014, l'ensemble des collaborateurs du LEB sont repris par les TL, y compris pour le service routier marchandises, bien qu'ils conservent leur convention collective de travail (CCT) propres.
En novembre 2017, les TL annoncent la fin progressive de la sous-traitance des huit lignes de minibus à la société MSA dans un délai de deux ans, afin de faire face à la hausse régulière de la fréquentation des lignes concernées, les TL souhaitant les rééquiper en conséquence avec des bus de plus grande capacité.
Le 9 décembre 2018 marque la fin des trolleybus sur la ligne 17, dans le but de préparer le terrain pour le futur tramway de Lausanne.

### Identité visuelle

Ancien logo
Logo actuel

## Réseau

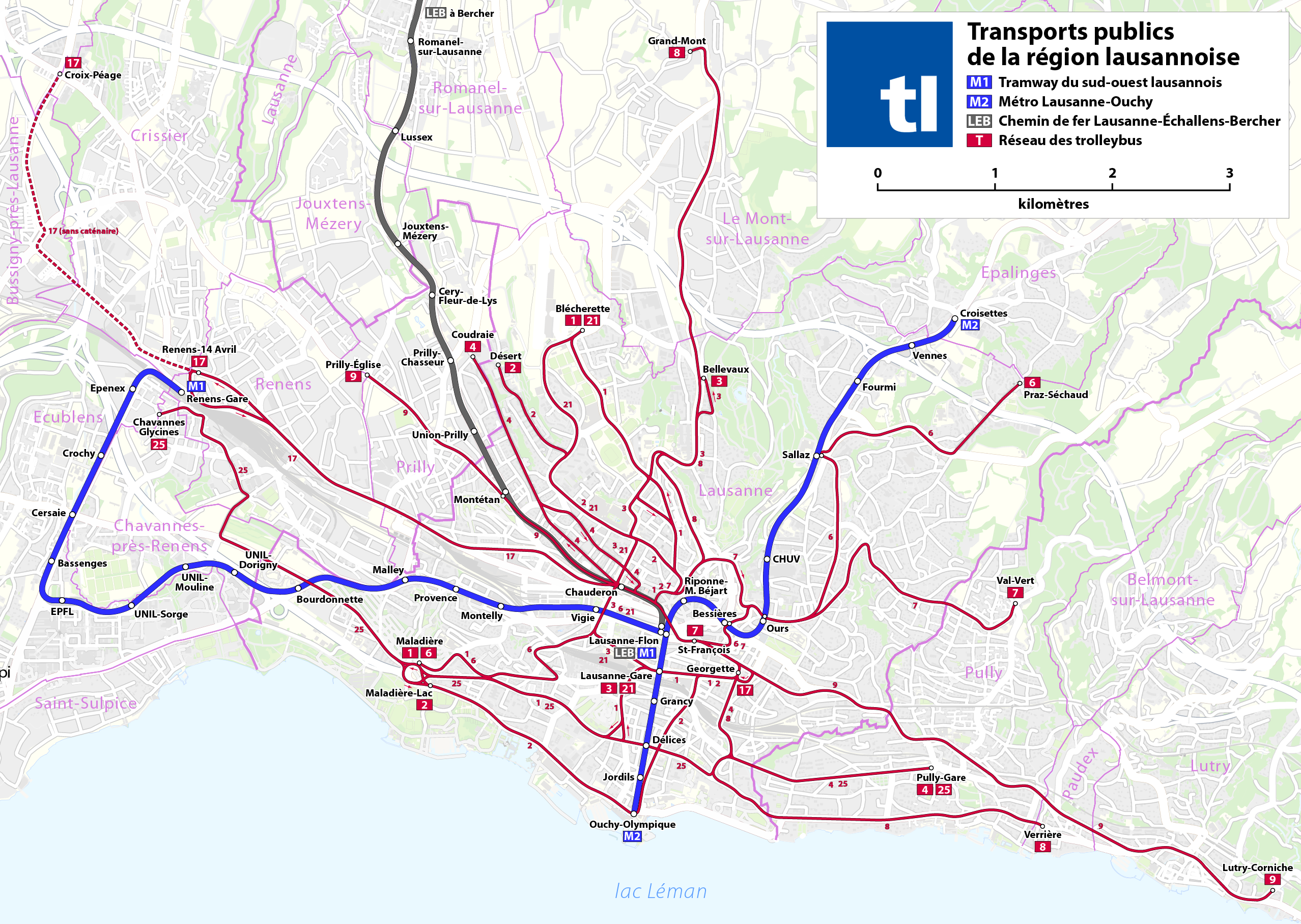
Plan des réseaux de métro et de trolleybus.

En 2016, le réseau des TL est, en majorité, identique au « Réseau 13 », ou « R13 », mis en service le 9 décembre 2012. Les TL exploitent deux lignes de métro ainsi que 35 de bus régulières — 11 lignes de trolleybus, 20 lignes d'autobus urbaines et 5 lignes d'autobus régionales. Le réseau, d'une longueur de 253,5 km, dessert 274 380 habitants à travers Lausanne et son agglomération.
Le réseau a transporté 112,327 millions de voyageurs en 2017.
On compte parmi les lignes les plus fréquentées du réseau, le m2 avec plus de 55 000 voyageurs transportés par jour, viennent ensuite le m1 avec 43 500 voyageurs par jour en période universitaire, et la ligne 7 avec 31 200 voyageurs quotidiens.

### Métro
Lausanne est la seule ville de Suisse à disposer d'un métro, composé de deux lignes totalisant 13,7 km. Ces deux lignes sont très différentes d'un point de vue technique : La ligne M1, ouverte en 1991, s'apparente à un métro léger tandis que la ligne M2, ouverte en 2008, est un métro sur pneumatiques automatique, qui a remplacé une ligne de chemin de fer à crémaillère ouverte dans les années 1950 issue de la transformation d'un funiculaire des années 1870.

### Trolleybus et autobus
Lausanne compte un des plus anciens réseau de trolleybus encore en activité au monde. Ouvert en 1932, il couvre de nos jours la ville avec ses dix lignes s'étendant sur un peu moins de 59,4 km.
Le réseau d'autobus compte 24 lignes urbaines dites « d'agglomération » s'étendant sur 103,7 km et six lignes régionales s'étendant sur 76,5 km, soit un total de 30 lignes de bus. À cela s'ajoutent le transport à la demande Taxibus et le Service Pyjama, un réseau de bus nocturne. Certaines lignes sont partiellement ou totalement sous-traitées à la société MSA.

### Tarification
Depuis 2004, les TL font partie de la communauté tarifaire intégrale Mobilis Vaud qui est une union permettant au voyageur d'emprunter bus, trolleybus, tramway, métro et train avec un seul et même titre de transport dans le canton de Vaud. Un billet unitaire valable sur deux zones coûte 3,90 CHF.

### Trafic
|                                | 2004 | 2005 | 2006 | 2007 | 2008   | 2009   | 2010   | 2011   | 2012    | 2013    | 2014    | 2015    | 2016    | 2017   | 2018    | 2019    | 2020   | 2021   | 2022 |
| ------------------------------ | ---- | ---- | ---- | ---- | ------ | ------ | ------ | ------ | ------- | ------- | ------- | ------- | ------- | ------ | ------- | ------- | ------ | ------ | ---- |
| Métro                          |      |      |      |      | 12,788 | 33,372 | 36,207 | 38,183 | 40,395  | 40,787  | 40,447  | 41,021  | 42,049  | 43,557 | 45,442  | 47,241  | 31,337 | 35,276 | 46,7 |
| Trolleybus et bus urbains      |      |      |      |      | 59,151 | 53,805 | 57,029 | 57,767 | 59,239  | 61,824  | 62,479  | 63,917  | 64,914  | 66,631 | 67,490  | 68,761  | 51,371 | 55,599 |      |
| Bus régionaux                  |      |      |      |      | 2,131  | 1,694  | 1,851  | 1,854  | 1,886   | 1,986   | 2,027   | 2,096   | 1,996   | 2,032  | 2,134   | 2,124   | 1,247  | 1,797  |      |
| Taxibus                        |      |      |      |      | 0,027  | 0,029  | 0,031  | 0,035  | 0,038   | 0,046   | 0,058   | 0,068   | 0,068   | 0,071  | 0,083   | 0,087   | 0,069  | 0,080  |      |
| Service Pyjama (TL uniquement) |      |      |      |      | 0,049  | 0,048  | 0,051  | 0,042  | 0,039   | 0,037   | 0,038   | 0,037   | 0,038   | 0,036  | 0,039   | 0,055   | 0,026  | 0,022  |      |
| Hors ligne (services spéciaux) |      |      |      |      | 0,481  | 0,282  | 0,324  | 0,282  | 0,120   |         |         |         |         |        |         |         |        |        |      |
| Total                          | 70,5 | 72,2 | 71,6 | 74   | 74,146 | 88,948 | 95,169 | 97,881 | 100,697 | 104,680 | 105,049 | 107,139 | 109,065 | 114    | 115,188 | 118,268 | 84,350 | 92,774 | 114  |

Note : Le service Hors ligne a été supprimé vers 2012.
Nombre de voyageurs par ligne en 2024 :
| Ligne     | Nb. de voyageurs ( 2024 ) | Augmentation 2023-2024 ( en % ) |
| --------- | ------------------------- | ------------------------------- |
| Ligne 1   | 6315428                   | 17,6                            |
| Ligne 2   | 3818702                   | 3,6                             |
| Ligne 3   | 2834127                   | 2,9                             |
| Ligne 4   | 2673874                   | -0,2                            |
| Ligne 6   | 4788126                   | 3,9                             |
| Ligne 7   | 6355215                   | 12,7                            |
| Ligne 8   | 4858278                   | 7,8                             |
| Ligne 9   | 6633371                   | 2,9                             |
| Ligne 13  | 285170                    | 3,6                             |
| Ligne 16  | 1781161                   | 5,6                             |
| Ligne 17  | 3661170                   | -27,3                           |
| Ligne 18  | 5405856                   | 5,4                             |
| Ligne 19  | 1214243                   | 136,9                           |
| Ligne 20  | 966981                    | 18,6                            |
| Ligne 21  | 5020408                   | 6,3                             |
| Ligne 23  | 169901                    | -22,8                           |
| Ligne 24  | 859776                    | 5,7                             |
| Ligne 25  | 3508869                   | -1,0                            |
| Ligne 31  | 1142456                   | 7,3                             |
| Ligne 32  | 1467435                   | 6,2                             |
| Ligne 33  | 2865577                   | 2,3                             |
| Ligne 35  | 129451                    | 29,2                            |
| Ligne 36  | 754471                    | 13,8                            |
| Ligne 38  | 395672                    | 7,1                             |
| Ligne 41  | 1298203                   | 5,6                             |
| Ligne 42  | 468524                    | -6,5                            |
| Ligne 44  | 37644                     | - ( nouvelle ligne )            |
| Ligne 45  | 1107903                   | 3,4                             |
| Ligne 46  | 643649                    | -1,7                            |
| Ligne 47  | 1127570                   | 3,8                             |
| Ligne 48  | 467628                    | 7,4                             |
| Ligne 49  | 186339                    | 8,8                             |
| Ligne 54  | 502595                    | 17,6                            |
| Ligne 56  | 26301                     | 20,7                            |
| Ligne 58  | 168862                    | 4,8                             |
| Ligne 60  | 862694                    | 2,4                             |
| Ligne 64  | 661316                    | 15,1                            |
| Ligne 68  | 151157                    | 11,5                            |
| Ligne 69  | 34971                     | 6,3                             |
| Ligne M1  | 15206732                  | 1,9                             |
| Ligne M2  | 36106594                  | 2,2                             |
| Ligne LEB | 4103883                   | 9,0                             |
| Ligne N1  | 17963                     | 23,1                            |
| Ligne N2  | 17304                     | 9,3                             |
| Ligne N3  | 18555                     | 26,2                            |
| Ligne N4  | 17638                     | 16,9                            |
| Ligne N5  | 16070                     | 7,0                             |
| Ligne N6  | 16318                     | 9,4                             |
| Taxibus   | ≈21000                    | ?                               |
| Total     | 131193000                 | 3,9                             |

## Exploitation

### Infrastructures

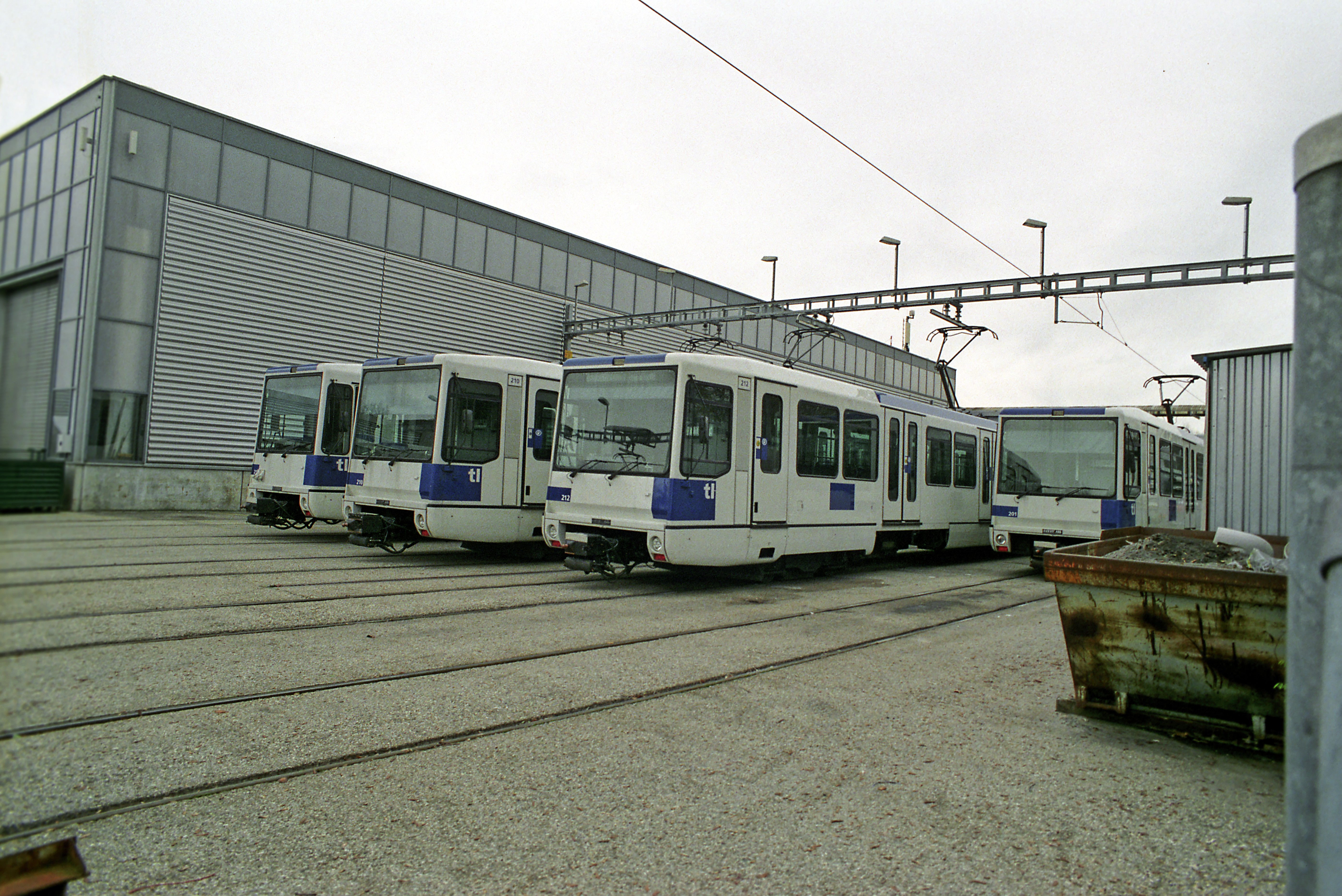
Le garage-atelier d'Écublens.

Le matériel roulant et le personnel des TL sont remisés sur quatre sites — le centre de Perrelet, le dépôt La Borde et les garages-ateliers d'Écublens et de Vennes.

#### Centre de Perrelet
Avec la croissance constante du parc de véhicules des TL et le développement général du réseau, le dépôt de Prélaz ouvert en 1900 ne répond alors plus aux besoins. Les TL pensent dès 1986 à la construction d'un nouveau bâtiment doté d'infrastructures qui permettraient l'entretien des trolleybus, dont le réseau connaît une importante expansion les décennies précédentes. Le quartier de Perrelet dans la commune de Renens possède un grand terrain que convoitent les TL. C'est après quatre ans de travaux, en 1995, que le bâtiment de 36 000 m2 entre en service.
Le centre de Perrelet est à la fois « le cœur, le cerveau et les poumons du réseau ». Il est constitué d'un dépôt capable d'accueillir 200 véhicules, et abrite le centre de gestion du trafic permettant l'exploitation de l'ensemble des lignes de bus et de métros, les ateliers de maintenance, ainsi que l'ensemble des bureaux administratifs.

#### Dépôt de la Borde
Les TL achètent en 1954 une parcelle située à côté de l'atelier des tramways construit en 1951. Cette surface située dans les hauts de la ville de Lausanne permet alors d'étendre considérablement la superficie des locaux d'entretien des véhicules. Cependant, divers projets urbanistiques font retarder le début des travaux, qui commenceront en 1979. C'est en 1982 que le site de la Borde est officiellement inauguré et mis en service,.
Le dépôt sert actuellement de garage pour les véhicules affectés aux lignes des hauts de la ville et aux lignes régionales.

#### Garage-atelier d'Écublens
Le garage-atelier d'Écublens est situé en face de l'École polytechnique fédérale de Lausanne. Il abrite sur cinq voies de garage les rames ainsi que des ateliers de réparation et de maintenance de la ligne M1 du métro.

#### Garage-atelier de Vennes
Le garage-atelier de Vennes, ouvert en 2006, abrite et permet d'effectuer la maintenance des rames de la ligne M2 du métro.

### Livrée des véhicules
Durant son histoire, les véhicules des TL ont vu leur couleur changer à plusieurs reprises. De 1932 à 1975, ils étaient de couleur bleue, puis, à la suite d'une prescription de l'Union suisse des transports (UST), les trolleybus et autobus de 1975 jusqu'en l'an 2000 sont devenus orange, pour finir de se parer de couleurs blanche et à carreaux bleus dès l'an 2000. Le métro M1, était déjà à la base, lors de son inauguration, en 1991, de couleurs blanche et bleue, bien qu'organisées de façon différente, puis a reçu la livrée actuelle à cette époque, qui équipe aussi le métro M2. Avec l'arrivée de l'eBus MAN, numérote 475, en septembre 2023, une nouvelle livrée a fait surface. En effet, avec les projets des tl, cette livrée a pour but de rappeler l'écologie et la sonorité. On y voit également marqué ; "Électrique et silencieux". Par la suite, 4 autres véhicules du même modèle arriveront (les numéros 471, 472, 473 et 474).

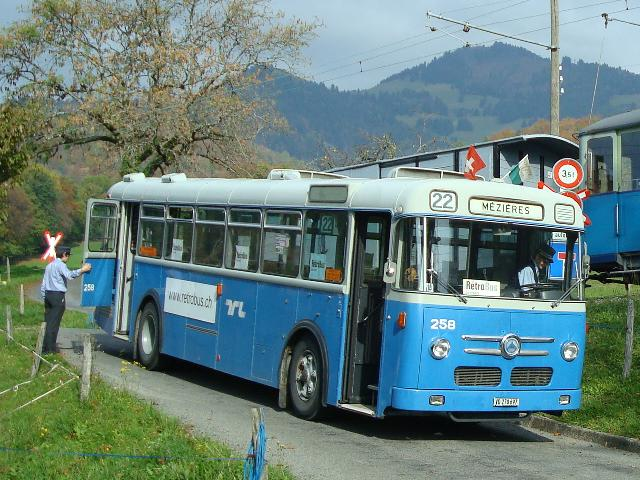
La livrée historique, sur un Saurer conservé par Rétrobus-Léman.
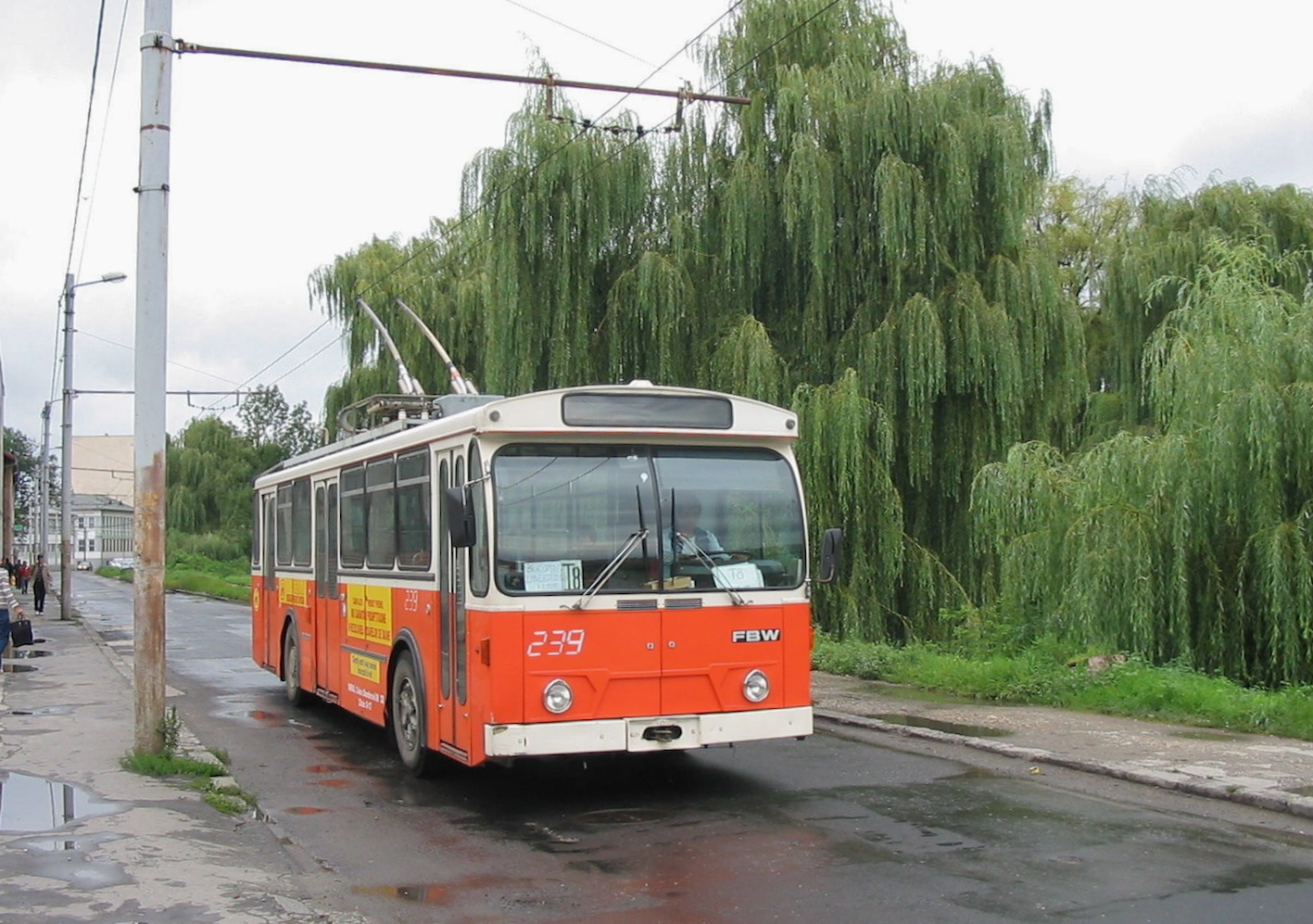
La livrée orange UST des années 1970, ici sur un trolleybus FBW revendu à Sibiu en Roumanie.
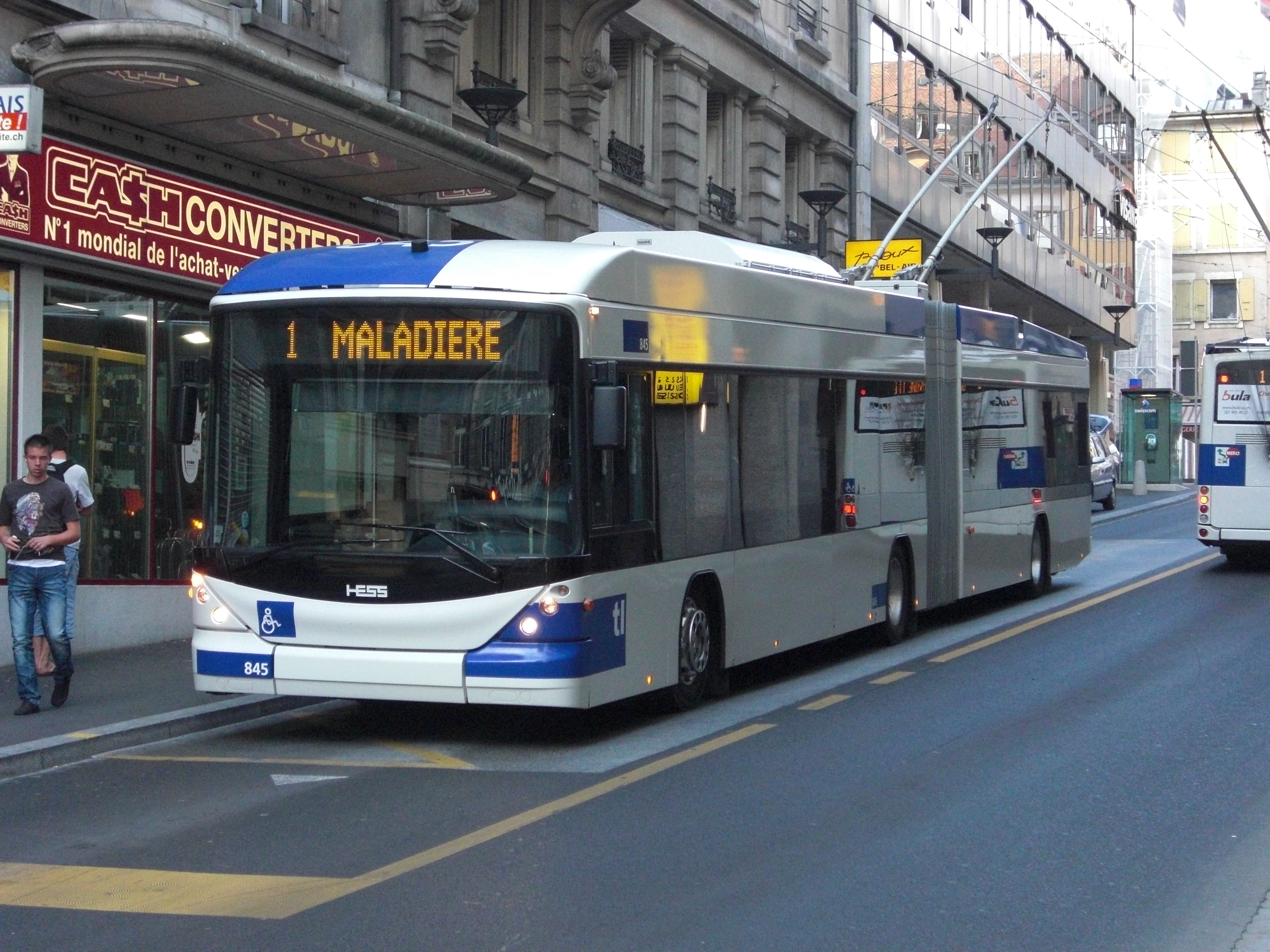
La livrée actuelle, depuis les années 2000, sur un Hess Swisstrolley.
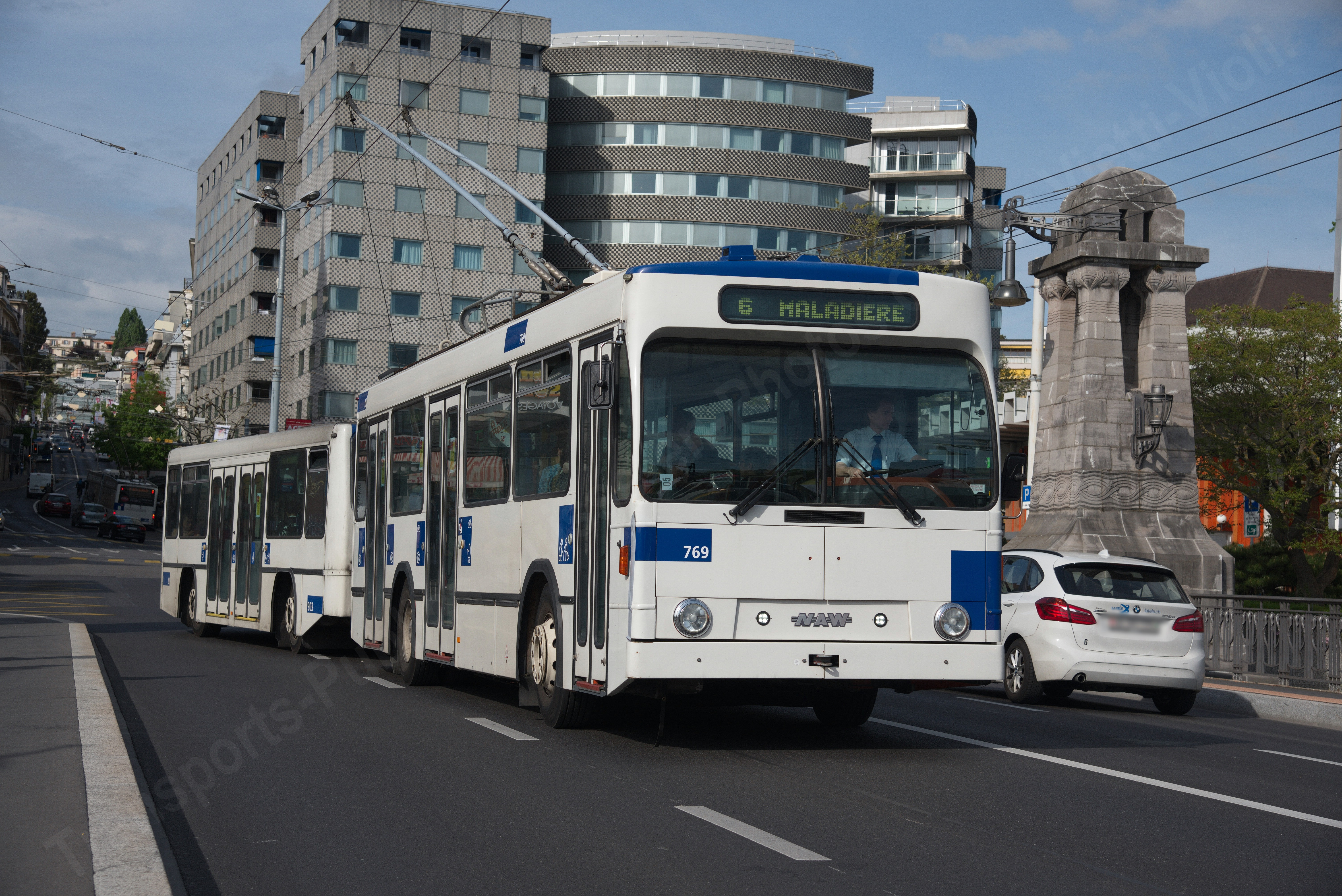
Trolleybus NAW/Laubre/769 tractant une remorque Hess/Lanz-Marti 903, ici sur le Pont-Chaudron.

### Livrées publicitaires et spéciales
Des livrées publicitaires habillent un ou plusieurs véhicules chaque année, en voici quelques exemples :

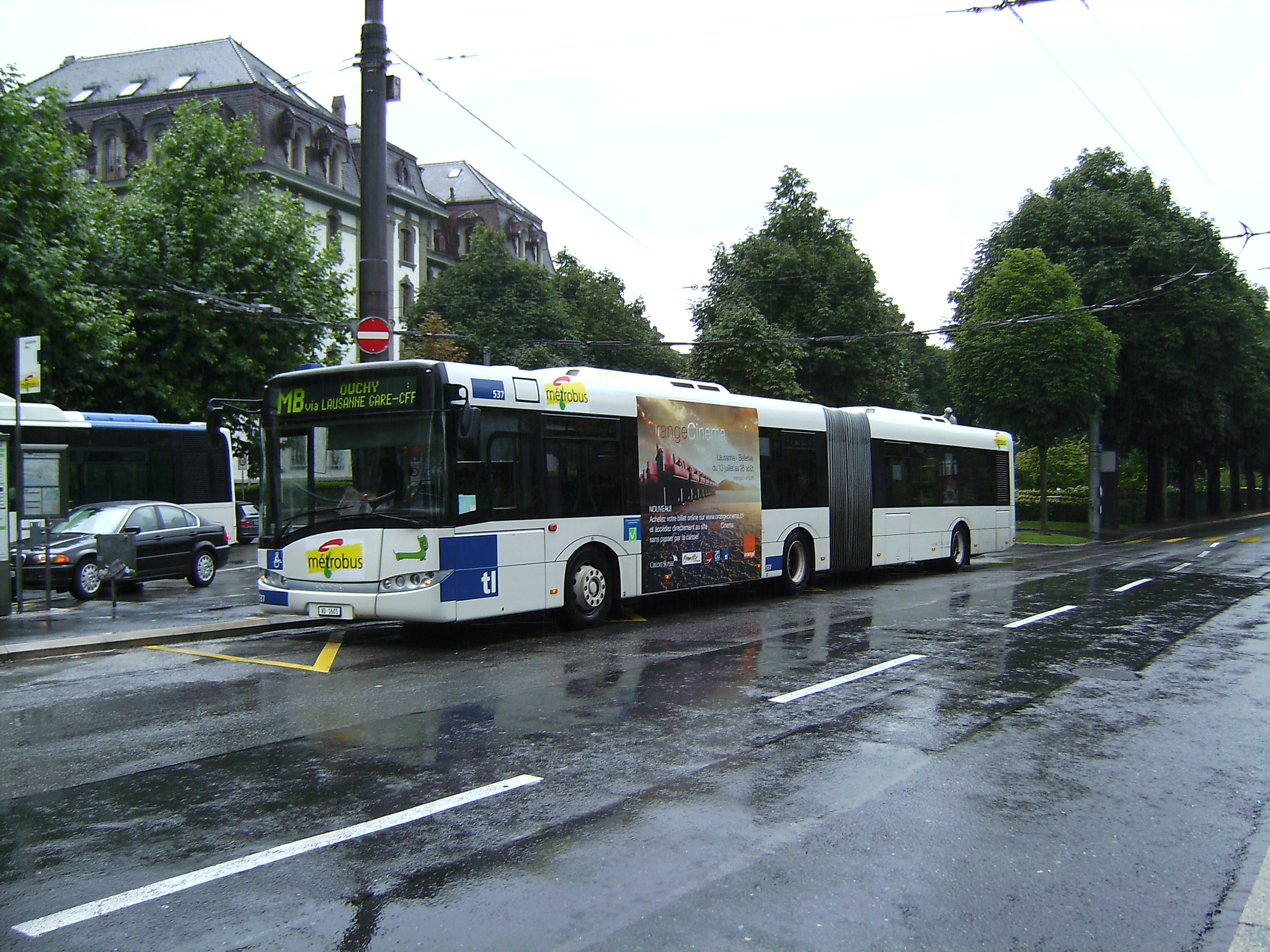
Un Solaris Urbino aux couleurs d'Orange Cinéma en 2007.
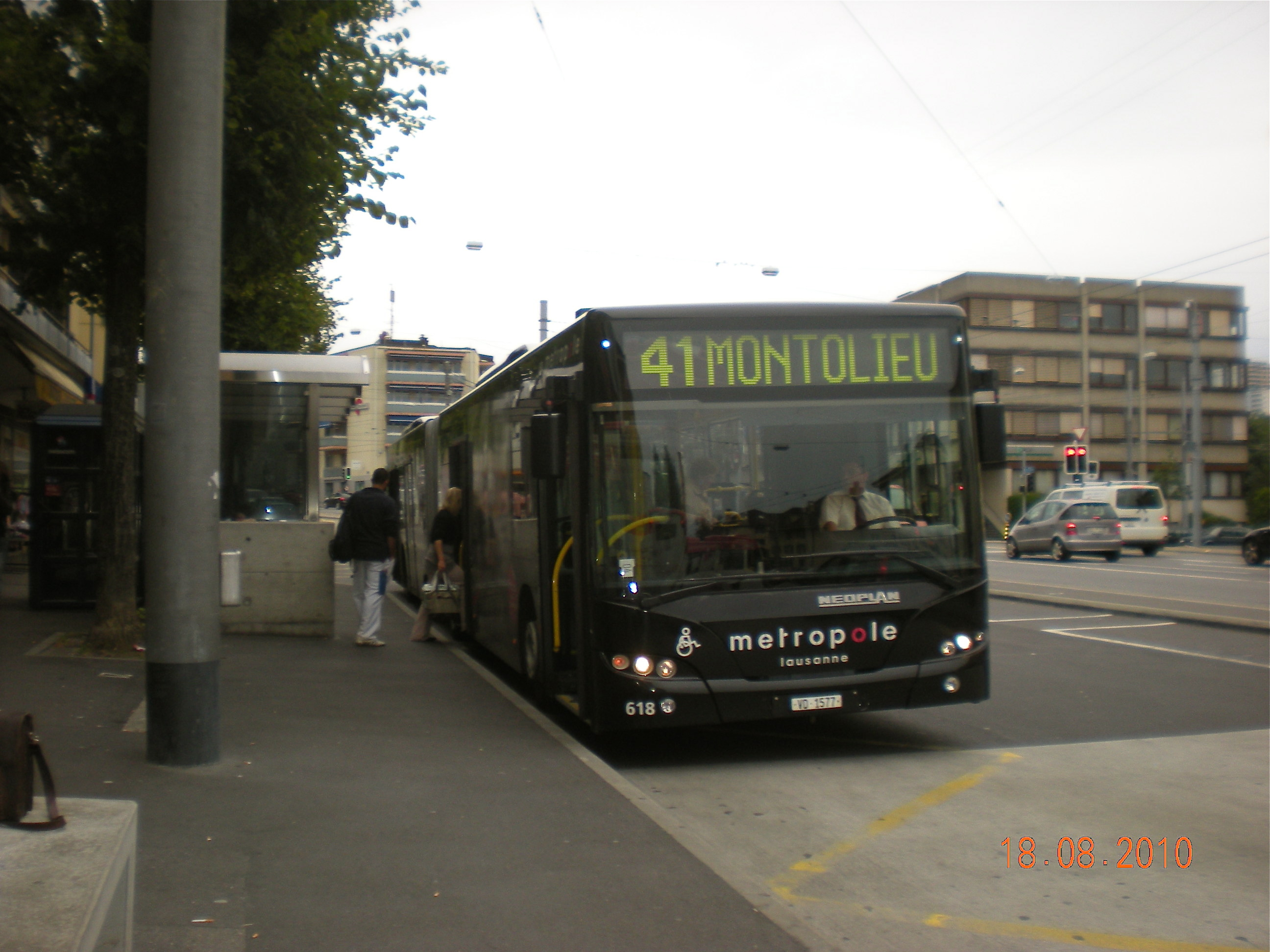
Un autobus Neoplan aux couleurs de « Métropole Lausanne » en 2010.

Ces espaces sont commercialisés par une filiale des Transports publics genevois (TPG), la société anonyme TP Publicité SA, qui commercialise aussi les espaces publicitaires extérieurs. Jusqu'au 1er janvier 2017 elle se nommait TPG Publicité SA, elle change de nom à l'occasion de l'obtention du contrat avec les TL.
TP Publicité souhaite développer ses activités sur les réseaux de Bâle et Zurich. Contrairement aux TPG, les publicités en rapport avec la politique sont interdites aux TL. En 2022, le Conseil d'administration des TPG a décidé de dissoudre TP Publicité.

### Projets
Dans le cadre du projet d'agglomération Lausanne-Morges (PALM), le réseau TL se retrouve au cœur du projet « Axes forts » qui prévoit l'amélioration des transports en commun de l'agglomération de la capitale vaudoise à travers plusieurs projets, dont la compagnie assurera la maîtrise d'ouvrage et l'exploitation, :
- la création d'une 3e ligne de métro entre le Flon et la Blécherette, dont la première phase devrait voir le jour à l'horizon 2025 (selon le projet présenté en 2015)[41] ;
- une ligne de tramway (T1) de 4,5 km de long reliera Lausanne à Renens à l'horizon 2026, puis jusqu'à Bussigny et Villars-Sainte-Croix dans un second temps, en 2027[42],[40] ;
- un réseau de trois lignes de bus à haut niveau de service (BHNS), équipées de trolleybus à double articulation de 24 mètres de long et de la priorité aux feux aux carrefours, qui verra le jour à partir de 2022[40] :
  - T2 : Lutry ↔ Crissier ↔ Bussigny[43],
  - T3 : Pully-Val-Vert ↔ Prilly-Galicien[43],
  - T4 : Saint-François ↔ Bellevaux[44].

Une ligne de BHNS vers Morges est envisagée à plus long terme.

## Publications
Les TL publient jusqu'en décembre 2013 un magazine trimestriel appelé Banc public traitant aussi bien de l'actualité que du passé du réseau des transports publics de la région lausannoise. Des exemplaires du magazine sont distribués dans les stations de métro et à l'agence clientèle. Le magazine change de forme et de nom durant le dernier mois de l'année 2013 et devient Connexions dont les thématiques abordées reprennent celles de Banc public tout en élargissant l'éventail.